# Augusta Dabney
Augusta Keith Dabney (23. oktober 1918 – 4. februar 2008) var en amerikansk skuespillerinde, der primært er kendt for sin rolle i tv-serien Loving. Hun spillede rollen i perioden 1983 til 1987, fra 1988 til 1991 og igen fra 1994 til 1995.
I de tidligere dage med direkte tv-udsendelser optrådte hun i flere tv-serier og tv-shows, såsom Studio One, Kraft Television Theatre, og Robert Montgomery Presents. Udover rollen i Loving havde hun flere roller i sæbeoperaer, så som Young Dr. Malone, Another World, As the World Turns,
Love is a Many-Splendored Thing, A World Apart, Guiding Light, General Hospital, og The Doctors.

## Eksterne links
- Augusta Dabney på Internet Movie Database (engelsk)
- Augusta Dabney på The Movie Database (engelsk)
- Augusta Dabney på Internet Broadway Database (engelsk)
- Nekrolog på Variety.com